# Cantón de Broglie
El cantón de Broglie era una división administrativa francesa, que estaba situada en el departamento de Eure y la región de Alta Normandía.

## Composición
El cantón estaba formado por veinte comunas:
- Broglie
- Capelle-les-Grands
- Chamblac
- Ferrières-Saint-Hilaire
- Grand-Camp
- La Chapelle-Gauthier
- La Goulafrière
- La Trinité-de-Réville
- Mélicourt
- Mesnil-Rousset
- Montreuil-l'Argillé
- Notre-Dame-du-Hamel
- Saint-Agnan-de-Cernières
- Saint-Aubin-du-Thenney
- Saint-Denis-d'Augerons
- Saint-Jean-du-Thenney
- Saint-Laurent-du-Tencement
- Saint-Pierre-de-Cernières
- Saint-Quentin-des-Isles
- Verneusses

## Supresión del cantón de Broglie
En aplicación del Decreto n.º 2014-241 de 25 de febrero de 2014, el cantón de Broglie fue suprimido el 22 de marzo de 2015 y sus 20 comunas pasaron a formar parte del nuevo cantón de Breteuil.